# WWE Legends of WrestleMania
WWE Legends of WrestleMania est un jeu vidéo relatant les légendes de la fédération de catch professionnel World Wrestling Entertainment (WWE), étant apparues dans l'évènement WrestleMania durant les années 1980 et 1990 ; à cette époque, la WWE était connue sous le nom de World Wrestling Federation (WWF). Le jeu est originellement commercialisé sur consoles PlayStation 2, PlayStation 3 et Xbox 360. Cependant, la version PS2 n'a jamais été publiée. Il est commercialisé en mars 2009 en même temps que WrestleMania XXV,. Le jeu est développé par Yuke's et publié par THQ, le même développeur pour la célèbre série de jeux vidéo WWE SmackDown vs. Raw,. Le logo de la WWE a été modifiée pour ressembler de près à celui de 1998.

## Nouveautés
Les joueurs peuvent importer les Superstars créés ou non créés de Smackdown contre Raw 2009 sur ce jeu. 

## Jouabilité
Le jeu expose un nouveau système de combo,. Pour se différencier des autres séries de SmackDown, Legends of WrestleMania se focalise principalement sur un style de gameplay d'arcade (similaire à WWF WrestleFest) avec les croix directionnelles (ou stick analogique gauche) avec les quatre boutons de la manette. Pendant le jeu, l'affichage tête haute du joueur expose un niveau de santé et un nombre entre un et trois. Après un nombre de coups portés avec succès, le nombre augmente et permet quelques attaques plus dommageables. Après avoir complété le troisième niveau de mouvement, la prise de finition peut être exécutée. Les mouvements enchaînés sont effectués lorsque le joueur presse le bouton spécifique ordonné par le jeu avant que l'adversaire ne le fasse. Si l'adversaire réussit à presser le bouton avant le joueur, celui-ci pare et brise l'enchaînement de coups.